# Retrofocus
In fotografia, il retrofocus o fuoco posticipato, descrive una tecnica di costruzione ottica, utilizzata per spostare il punto focale di un obiettivo, ad una distanza maggiore rispetto alle lenti posteriori, ma senza cambiare la lunghezza focale nominale. Il termine retro-focus rappresenta anche la tipologia degli obiettivi disegnati utilizzando questo metodo, il quale produce un effetto inverso al metodo di disegno del tele-obiettivo (schema per accorciare la lunghezza degli obiettivi a lunga focale).

## Utilizzo
Ogni obiettivo viene progettato per far collimare la distanza o lunghezza focale, precisamente sul piano del sensore (o pellicola), ma nel caso in cui la distanza focale risulti inferiore allo spazio disponibile, diventa obbligatorio l'uso della tecnica retrofocus: ad esempio, per le fotocamere reflex 135, gli obiettivi con focale inferiore allo spazio per l'alzata dello specchio (es: ottiche grandangolari), avranno bisogno di uno schema ottico retro-focus per essere compatibili.
Per poter sfruttare particolari schemi ottici con caratteristiche interessanti (es: ampia luminosità in un disegno di ridotte dimensioni e schema "ben corretto" da aberrazioni, etc), progettati ad esempio per fotocamere mirrorless e a telemetro (es: Leica, Zeiss, Voigtländer) con tiraggio molto corto, risulta indispensabile l'utilizzo del metodo retrofocus per ridisegnare l'ottica ed adattarla al tiraggio delle fotocamere reflex: aggiungendo almeno una lente negativa di grande diametro in fronte allo schema, si riesce ad allungare lo spazio focale posteriore, senza variare l'angolo di ripresa dell'obiettivo.

## Storia
Le prime ottiche con schema retrofocus furono sviluppate nel 1931 per i modelli di fotocamera a splitter di colori, mentre la prima ottica per telecamera in miniatura, venne sviluppata da Pierre Angénieux nel 1950.